# James H. Wilson
James Harrison Wilson (Shawneetown, 2 september 1837 – Wilmington, 23 februari 1925) was een topograaf, ingenieur en generaal van de cavalerie in de Amerikaanse Burgeroorlog.
In 1864 ging hij naar de cavalerie.
In de Slag bij Franklin versloeg hij Nathan Bedford Forrest.
In Georgia nam hij president Jefferson Davis gevangen.

## Militaire loopbaan
- Cadet United States Military Academy: 1 juli 1855 - 1 juli 1860
- Brevet Second Lieutenant, Top. Engineers: 1 juli 1860
- Second Lieut., Top. Engineers: 10 juni 1861
- First Lieutenant, Top. Engineers: 9 september 1861
- Brevet Major: 11 april 1862
- Lieutenant‑Colonel, Staff, U. S. Volunteers: 8 november 1862 - 31 oktober 1863
- Captain, Corps of Engineers: 7 mei 1863
- Brigadier General, U. S. Volunteers: 31 oktober 1863
- Brevet Lieutenant‑Colonel, 24 november 1863
- Brevet Colonel: 5 mei 1864
- Brevet Major General, U. S. Volunteers: 5 oktober 1864
- Brevet Brigadier General, U. S. Army: 13 maart 1865
- Brevet Major General, U. S. Army: 13 maart 1865
- Major General, U. S. Volunteers: 20 april 1865
- Eervol ontslag uit de Volunteer Service: 8 januari 1866
- Lieutenant‑Colonel, 35th Infantry: 28 juli 1866
- Niet toegewezen: 3 maart 1869
- Eervol ontslag, op eigen verzoek: 31 december 1870
- Major General U. S. Volunteers: 4 mei 1898
- Eervol ontslag uit de Volunteer Service: 12 april 1899
- Brigadier General, U. S. Volunteers: 12 april 1899
- Op de reservelijst als Brigadier General, U. S. A., door Special Act of Congress — passed at request of President — zins 2 maart 1901.)